# Битон, Офек
Офе́к Би́тон (ивр. אופק ביטון‎; род. 27 сентября 1999, Лод) — израильский футболист, полузащитник житомирского «Полесья».

## Клубная карьера
В детские годы начал заниматься футболом в академии тель-авивского «Маккаби», а в 12 лет попал в детскую команду «Секции Нес-Циона». Год спустя присоединился к клуба «Бней Иегуда», а через два года вернулся в «Секцию Нес-Циона». Дебютировал за главную команду 16 августа 2018 года в проигранном (3:4) Кубке Тото против «Хапоэля» (Кфар-Сава). 30 ноября 2019 года дебютировал в Премьер-лиге в проигранном (0:1) поединке против «Ирони». 1 декабря 2020 года отличился своим первым голом в карьере, в матче против «Хапоэля» (Афулы) (0:1).
6 января 2021 года подписал контракт на полтора сезона со столичным «Хапоэлем». 31 января отличился своим дебютным голом за команду в матче против «Ирони» (Кирьят-Шмона) (1:1). В конце сезона вышел с командой в финал Кубка страны, но не участвовал в проигранном (1:2) в овертайме поединка против «Маккаби» (Тель-Авив).
В феврале 2022 года отдан в аренду до конца сезона иерусалимскому «Хапоэлю». В июне 2022 года арендован иерусалимским «Хапоэлем» ещё на один сезон. 18 сентября оформил дубль и отдал результативную передачу во время третьего гола в победном (3:0) поединке против «Маккаби» (Хайфа). 7 января того же сезона сравнял счет ударом в дополнительное время в Иерусалимском дерби. 6 марта продлил контракт с командой на 3 года.
В середине декабря 2024 года заинтересовал «Полесье». 19 декабря 2024 года подписал 3-летний контракт с житомирским клубом.